# Aishite-love-ru!
„Aishite-love-ru!” (jap. アイシテラブル! Aishiteraburu!) – dziewiąty singel japońskiego zespołu SKE48, wydany w Japonii 16 maja 2012 roku przez avex trax.
Singel został wydany w czterech edycjach: trzech regularnych (Type A, Type B, Type C) oraz „teatralnej” (CD). Osiągnął 1 pozycję w rankingu Oricon i pozostał na liście przez 21 tygodni, sprzedał się w nakładzie 581 874 egzemplarzy. Singel zdobył status podwójnej platynowej płyty.

## Lista utworów
Wszystkie utwory zostały napisane przez Yasushiego Akimoto.

### Type A
| CD  |                                                                                                |                                                                                                |                                                                                                |      |
| Nr  | Tytuł                                                                                          | Kompozycja                                                                                     | Aranżacja                                                                                      | Czas |
| 1.  | „Aishite-love-ru!” (jap. アイシテラブル!)                                                      | Masazumi Ozawa                                                                                 | Masazumi Ozawa                                                                                 | 3:34 |
| 2.  | „Halation” (jap. ハレーション) (wyk. Selection 8)                                              | Masatoshi Moriwaki                                                                             | Hiroshi Sasaki                                                                                 | 4:20 |
| 3.  | „Me ga itai kurai hareta sora” (jap. 目が痛いくらい晴れた空) (wyk. Kenkyūsei)                  | Atsuko Nakaya                                                                                  | Yūichi "Masa" Nonaka                                                                           | 3:53 |
| 4.  | „Aishite-love-ru!” (jap. アイシテラブル!) (off vocal)                                          | Masazumi Ozawa                                                                                 | Masazumi Ozawa                                                                                 | 3:34 |
| 5.  | „Halation” (jap. ハレーション) (off vocal)                                                     | Masatoshi Moriwaki                                                                             | Hiroshi Sasaki                                                                                 | 4:20 |
| 6.  | „Me ga itai kurai hareta sora” (jap. 目が痛いくらい晴れた空) (off vocal)                       | Atsuko Nakaya                                                                                  | Yūichi "Masa" Nonaka                                                                           | 3:53 |
| DVD |                                                                                                |                                                                                                |                                                                                                |      |
| Nr  | Tytuł                                                                                          | Tytuł                                                                                          | Tytuł                                                                                          | Czas |
| 1.  | „Aishite-love-ru!” (jap. アイシテラブル!) (Music Video)                                        | „Aishite-love-ru!” (jap. アイシテラブル!) (Music Video)                                        | „Aishite-love-ru!” (jap. アイシテラブル!) (Music Video)                                        |      |
| 2.  | „Tokuten eizō I Shutchō Kōen live movie” (jap. 特典映像I 出張公演 live movie)                  | „Tokuten eizō I Shutchō Kōen live movie” (jap. 特典映像I 出張公演 live movie)                  | „Tokuten eizō I Shutchō Kōen live movie” (jap. 特典映像I 出張公演 live movie)                  |      |
| 3.  | „Tokuten eizō II Aishite-love-ru! making video” (jap. 特典映像II アイシテラブル! making video) | „Tokuten eizō II Aishite-love-ru! making video” (jap. 特典映像II アイシテラブル! making video) | „Tokuten eizō II Aishite-love-ru! making video” (jap. 特典映像II アイシテラブル! making video) |      |

### Type B
| CD  | | | |      |
| Nr  | Tytuł | Kompozycja | Aranżacja | Czas |
| 1.  | „Aishite-love-ru!” (jap. アイシテラブル!)                                                                                    | Masazumi Ozawa | Masazumi Ozawa | 3:34 |
| 2.  | „Aun no Kiss” (jap. あうんのキス) (wyk. Shirogumi)                                                                           | Takanori Fukuta | Yūichi "Masa" Nonaka | 3:23 |
| 3.  | „Me ga itai kurai hareta sora” (jap. 目が痛いくらい晴れた空) (wyk. Kenkyūsei)                                                | Atsuko Nakaya | Yūichi "Masa" Nonaka | 3:53 |
| 4.  | „Aishite-love-ru!” (jap. アイシテラブル!) (off vocal)                                                                        | Masazumi Ozawa | Masazumi Ozawa | 3:34 |
| 5.  | „Aun no Kiss” (jap. あうんのキス) (off vocal)                                                                                | Takanori Fukuta | Yūichi "Masa" Nonaka | 3:23 |
| 6.  | „Me ga itai kurai hareta sora” (jap. 目が痛いくらい晴れた空) (off vocal)                                                     | Atsuko Nakaya | Yūichi "Masa" Nonaka | 3:53 |
| DVD | | | |      |
| Nr  | Tytuł | Tytuł | Tytuł | Czas |
| 1.  | „Aishite-love-ru!” (jap. アイシテラブル!) (Music Video)                                                                      | „Aishite-love-ru!” (jap. アイシテラブル!) (Music Video)                                                                      | „Aishite-love-ru!” (jap. アイシテラブル!) (Music Video)                                                                      |      |
| 2.  | „Aun no Kiss” (jap. あうんのキス) (Music Video)                                                                              | „Aun no Kiss” (jap. あうんのキス) (Music Video)                                                                              | „Aun no Kiss” (jap. あうんのキス) (Music Video)                                                                              |      |
| 3.  | „Tokuten eizō „SKE48 dokkiri daisakusen!! PartI” special movie” (jap. 特典映像 「SKE48 どっきり大作戦!!PartI」special movie) | „Tokuten eizō „SKE48 dokkiri daisakusen!! PartI” special movie” (jap. 特典映像 「SKE48 どっきり大作戦!!PartI」special movie) | „Tokuten eizō „SKE48 dokkiri daisakusen!! PartI” special movie” (jap. 特典映像 「SKE48 どっきり大作戦!!PartI」special movie) |      |

### Type C
| CD  | | | |      |
| Nr  | Tytuł | Kompozycja | Aranżacja | Czas |
| 1.  | „Aishite-love-ru!” (jap. アイシテラブル!)                                                                                      | Masazumi Ozawa | Masazumi Ozawa | 3:34 |
| 2.  | „Nante ginga wa akarui no darō” (jap. なんて銀河は明るいのだろう) (wyk. Akagumi)                                               | Yūko Konishi | Yūichi "Masa" Nonaka | 4:21 |
| 3.  | „Me ga itai kurai hareta sora” (jap. 目が痛いくらい晴れた空) (wyk. Kenkyūsei)                                                  | Atsuko Nakaya | Yūichi "Masa" Nonaka | 3:53 |
| 4.  | „Aishite-love-ru!” (jap. アイシテラブル!) (off vocal)                                                                          | Masazumi Ozawa | Masazumi Ozawa | 3:34 |
| 5.  | „Nante ginga wa akarui no darō” (jap. なんて銀河は明るいのだろう) (off vocal)                                                  | Yūko Konishi | Yūichi "Masa" Nonaka | 4:21 |
| 6.  | „Me ga itai kurai hareta sora” (jap. 目が痛いくらい晴れた空) (off vocal)                                                       | Atsuko Nakaya | Yūichi "Masa" Nonaka | 3:53 |
| DVD | | | |      |
| Nr  | Tytuł | Tytuł | Tytuł | Czas |
| 1.  | „Aishite-love-ru!” (jap. アイシテラブル!) (Music Video)                                                                        | „Aishite-love-ru!” (jap. アイシテラブル!) (Music Video)                                                                        | „Aishite-love-ru!” (jap. アイシテラブル!) (Music Video)                                                                        |      |
| 2.  | „Nante ginga wa akarui no darō” (jap. なんて銀河は明るいのだろう) (Music Video)                                                | „Nante ginga wa akarui no darō” (jap. なんて銀河は明るいのだろう) (Music Video)                                                | „Nante ginga wa akarui no darō” (jap. なんて銀河は明るいのだろう) (Music Video)                                                |      |
| 3.  | „Tokuten eizō „SKE48 dokkiri daisakusen!! PartII” special movie” (jap. 特典映像 「SKE48 どっきり大作戦!!PartII」special movie) | „Tokuten eizō „SKE48 dokkiri daisakusen!! PartII” special movie” (jap. 特典映像 「SKE48 どっきり大作戦!!PartII」special movie) | „Tokuten eizō „SKE48 dokkiri daisakusen!! PartII” special movie” (jap. 特典映像 「SKE48 どっきり大作戦!!PartII」special movie) |      |

### Wer. teatralna
| CD |                                                                                  |                 |                      |      |
| Nr | Tytuł                                                                            | Kompozycja      | Aranżacja            | Czas |
| 1. | „Aishite-love-ru!” (jap. アイシテラブル!)                                        | Masazumi Ozawa  | Masazumi Ozawa       | 3:34 |
| 2. | „Aun no Kiss” (jap. あうんのキス) (wyk. Shirogumi)                               | Takanori Fukuta | Yūichi "Masa" Nonaka | 3:23 |
| 3. | „Nante ginga wa akarui no darō” (jap. なんて銀河は明るいのだろう) (wyk. Akagumi) | Yūko Konishi    | Yūichi "Masa" Nonaka | 4:21 |
| 4. | „SKE48 9th single medley”                                                        |                 |                      |      |
| 5. | „Aishite-love-ru!” (jap. アイシテラブル!) (off vocal)                            | Masazumi Ozawa  | Masazumi Ozawa       | 3:34 |
| 6. | „Aun no Kiss” (jap. あうんのキス) (off vocal)                                    | Takanori Fukuta | Yūichi "Masa" Nonaka | 3:23 |
| 7. | „Nante ginga wa akarui no darō” (jap. なんて銀河は明るいのだろう) (off vocal)    | Yūko Konishi    | Yūichi "Masa" Nonaka | 4:21 |

## Skład zespołu
| „Aishite-love-ru!” |
| --- |
| - Team S: Masana Ōya, Yuria Kizaki, Akari Suda, Jurina Matsui (środek), Rena Matsui, Kumi Yagami - Team KII: Shiori Ogiso, Akane Takayanagi, Sawako Hata, Airi Furukawa, Rina Matsumoto, Manatsu Mukaida, Anna Ishida, Miki Yakata - Team E: Shiori Kaneko, Kanon Kimoto |

| „Halation” |
| --- |
| - Team S: Aki Deguchi - Team KII: Anna Ishida, Airi Furukawa, Tomoka Wakabayashi, Mieko Satō (środek) - Team E: Minami Hara, Yukari Yamashita - Kenkyūsei: Nao Furuhata |

| „Me ga itai kurai hareta sora” |
| --- |
| - Kenkyūsei: Narumi Ichino, Tsugumi Iwanaga, Yūna Egō, Risa Ogino, Arisa Ōwaki, Nanako Suga, Sayaka Niidol, Miki Hioki, Mizuki Fujimoto, Haruka Futamura, Nao Furuhata, Ami Miyamae, Mizuho Yamada |

| „Aun no Kiss” |
| --- |
| - Team S: Mizuki Kuwabara, Yūka Nakanishi, Rikako Hirata - Team KII: Riho Abiru, Mieko Satō, Risako Gotō - Team E: Kyōka Isohara, Ami Kobayashi, Aya Shibata (środek) - Kenkyūsei: Makiko Saitō, Sayaka Niidoi, Kaori Matsumura |

| „Nante ginga wa akarui no darō” |
| --- |
| - Team S: Rena Matsui (środek), Rumi Katō, Aki Deguchi, Yukiko Kinoshita, Shiori Takada - Team KII: Seira Satō - Team E: Kasumi Ueno, Madoka Umemoto, Minami Hara, Yukari Yamashita - Kenkyuusei: Momona Kito, Nanako Suga |

## Notowania
| Lista                             | Pozycja |
| --------------------------------- | ------- |
| Oricon Weekly Singles Chart       | 1       |
| Oricon Yearly Singles Chart       | 10      |
| Billboard Japan Hot 100           | 1       |
| Billboard Japan Hot Singles Sales | 1       |